# (266711) Tuttlingen
(266711) Tuttlingen est un astéroïde de la ceinture principale.

## Description
(266711) Tuttlingen est un astéroïde de la ceinture principale. Il fut découvert le 30 août 2009 à Taunus par Rainer Kling et Ute Zimmer. Il présente une orbite caractérisée par un demi-grand axe de 2,54 UA, une excentricité de 0,17 et une inclinaison de 7,9° par rapport à l'écliptique.

## Compléments